# Miami Ultras
Miami Ultras — 13 трек альбому «Warlord» шведського репера Yung Lean.
Відео-режисери кліпу Marcus Söderlund та Yung Lean. Продюсерами є Yung Sherman та Yung Gud.

## Історія

### Обставини
Це було в Маунт-Сінай (Маямі-Біч), місто, де він записував перші пробні версії треків для свого третього повнометражного проекту, Warlord. Йому було 18 років, і, хоч зазвичай він перебував у Стокгольмі, два місяці він провів у місті, працюючи вперше в професійній студії.
Lean опинився в Маямі після екскурсії в штат, яку його 27-річний керівник США Баррон Макхат допоміг влаштувати. Баррон був шанованою фігурою на північноамериканській експериментальній музичній сцені. Відомий своєю вірою в перехресний потенціал дії, що провокує думку, він і його лейбл Hippos in Tanks, як кажуть, «ввели в життя авангардну музику в 21 столітті». Хоча він не випустив жодного із записів Lean, він допоміг Ліну запустити лейбл власної компанії Sky Team. У Маямі у Баррона була квартира, де Лін міг перебути, та зв'язки: його батько Стівен Махат — адвокат із розваг, серед клієнтів якого були Оззі Осборн та Боббі Браун. В даний час він балотується в Сенат США.
Ряд шведських товаришів супроводжувало Lean'а в поїздці. У їх числі був, тоді 20-річний, Yung Sherman, один з його давніх продюсерів і звуковий архітектор Warlord'а, і Bladee, 21 рік, частий колега, який співає фоновий вокал на живих виставках Lean'a. І був Еміліо Фагоне, 29-річний основний менеджер Джонатана (Yung Lean), який працював з ним з 16 років.
Після сеансів звукозапису, завернутих у Маямі, Шерман та Еміліо відлетіли назад до Швеції. Але Yung Lean і Bladee залишилися, плануючи зіграти деякі шоу, а потім відправитися в Нью-Йорк. «Пам'ятаю, я відчував щось і питав: чому він збирається залишитися?» каже Шерман зараз. «Чому він просто не йде додому? Ми так довго тут були, що він зараз тут робитиме? Здається зайвим тут залишатися».
Сценічне ім'я Lean'a походить від даного імені «Jonatan Aron Leandoer Håstad», а також від lean — сиропу з кодеїну. На думку Джонатана, в Маямі він був сильно залежним, не тільки до ліну, але й до ксанаксу, марихуани та кокаїну, і щодня комбінуював наркотики, щоб позбавитись занепокоєння. Лін усвідомив, що перевтілювався в образи, яких було важко позбавитись. Він почав одягатися, як медсестра, в лікарняних робітників. Він почав носити ніж. Більшість ночей наркотики тримали його, і він сидів на балконі, писавши на своєму iPhone книгу під назвою «Небо», яка переказувала кошмари дитинства про людей, що перетворюються на щурів — тваринні знаки його китайського Зодіаку. Лін показав книгу Баррону, і Баррон сказав йому, що вона надто темна, що він не повинен її писати.

### Аварія
У якийсь момент, 7 квітня 2015 року, Баррон залишив Bladee і Lean'a в квартирі. Ніс Джонатана почав кровоточити, і він зайшов на Snapchat; у його подруги, яка повернулась додому в Швецію, трапилося також кровотеча з носа. Нетверезий і здоланий почуттями зв'язності та єдинства, Ліндуер відірвався від реальності. Він почав знищувати все в приміщенні, кидаючи меблі та розбиваючи скло. Він сильно кровоточив, коли Блейд зателефонував у номер 911.
У лікарні Джонатан став параноїком, його розлучили з жорстким диском. Після півночі, в перші години 8 квітня, Джонатан каже, що йому вдалося подзвонити Баррону і благати його принести йому свої файли.
Це була типово приємна весняна ніч у Маямі, з ясним небом та комфортною температурою 75 градусів, коли Баррон вирушив у світ, з 21-річним виробником з Л. А. на ім'я Хантер Карман на пасажирському сидінні. Згідно з повідомленням поліції, він їхав близько 60 миль на годину, коли виїхав зі своєї смуги руху і наткнувся на дорожній сигнал. Машина закрутилася на перехресті, і двигун загорівся. За словами Ліна і Стівена Маката, Баррон прийняв ксанакс. Незнайомці набігли на вулицю і зуміли допомогти Хантеру від полум'я, але Баррон застряг, через що загинув у машині.
Пошана в Інтернеті. Запам'ятали його за гарний смак та щедрість — як він тримав місця лише для того, щоб знайомі могли залишатися в них, і намагався заохочувати більшість ідей своїх артистів. «Він був людиною найвищого рівня свідомості, космічною людиною, яку хто-небудь зустрічав», — сказав d'Eon, одного разу підписавшись до Hippos in Tanks. «Він постійно із захопленням говорив про те, як культура перебуває на переломному етапі, що ми можемо робити все, що завгодно, як у музичному, так і в бізнесі, адже ми жили на культурному Дикому Заході».
У той же час батько Ліна вилетів до Ліна в лікарню, де він пробув чотири дні. Лін каже, що спочатку його не впізнав, але вони разом повернулися до Швеції. Близько двох місяців батько Ліна доглядав його, поки він одужав у селі, у відносній ізоляції, перш ніж переїхати назад на місце своїх батьків у Стокгольмі. Lean був тоді під тим, що він називає «важкими ліками».
Ще у Швеції інший головний продюсер Ліна Yung Gud приступив до завершення альбому. Файли, які повернулися з Маямі, були загальним безладом, з спотвореними голосовими записами. Працюючи з Шерманом, Gud витратив місяці на реконструкцію незавершених треків, реструктуризацію незадовільних, і закликав Ліна переробити вокальні частини. У листопаді 2015 року перший сингл альбому «Hoover» дебютував із музичним відеороликом, в якому було показано наїзника на велосипеді, що стрибає через кладовище, та медика, що просвічує світло у вакантні очі Ліна. Сингл з'явився на продаж 20 січня 2016 року, і Лін оголосив, що Warlord буде випущено наступного місяця, щоб підтримати міжнародне турне, яке поверне його до Америки.
Але лише через п'ять днів після оголошення з'явилася інша версія Warlord на Spotify та для попереднього замовлення на Amazon та iTunes. Повна його назва була «Warlord» (присвячений пам'яті Баррона Олександру Махату (25.06.1987 — 8.08.2015)). Фанати сказали, що пісні звучали незавершеними, та висловили нерозуміння щодо авторських прав із дрібним шрифтом, що, здавалося, приписує випуск етикетці померлої людини: «Hippos in Tanks. Відділення Machat Co», — йдеться у повідомленні на Spotify.
Користувачем, який завантажив цей альбом, був батько Баррона.
Отриманий за номером телефону, вказаним у документах, що подаються в його сенаті, Стівен каже, що він вважав, що він в межах своїх прав випускати демографії Warlord, оскільки він допомагав фінансувати їх створення. «Я хотів, щоб цей альбом запам'ятався Баррону», — пояснює він, висловлюючи розчарування, що Лін прилетів додому ще до того, як Баррон був похований. Команда Ліна була передбачувано незадоволена випуском: "Вони зійшли з глузду, " як ви можете це виправити? ", — говорить Стівен. "І я сказав: « Ну, й пішов ти». Але тоді я почув, як Бог говорив зі мною: " Стівен, вони злі. А якщо ти перевертаєш зло — ти живеш. «Я проаналізував [музику] і зрозумів, що вони роблять, і я зняв його».
«Немає нічого хорошого в Lean», — додає він. «Юнг Лін поклонявся темряві».

### Miami Ultras
Перебуваючи в Америці, каже Лін, вона завжди змушувала його любити життя до нестями. Все було настільки по-іншому, це було так, ніби воно не рахувалося. "Ми походимо з дуже нематеріалістичного способу життя, — каже він, — і просто, знаєте, тривоги. У 21 рік людям у Швеції стане так: «Моє життя закінчилося, і я просто працюватиму все життя». Тож як тільки ти потрапиш до США. і хтось зустрічає вас в аеропорту, дає вам гроші та наркотики, ми стаєте божевільними. "
Для Шермана це відчуття фантазії було лише більш екстремальним на пляжі. «Неонові знаки та пальми. Хлопці роблять стероїди, тісні чортові баки та швидкі машини», — каже він. «Для когось із Стокгольма це нереально». Шерман вважається найінтровертнішим членом екіпажу Ліна. Він каже, що йому теж важко було в школі, і тільки склав оцінку для університету, який займався навчанням, як він випав, щоб зосередитися на музиці. Запис Warlord був зовсім новим досвідом. «Мені було дуже дивно сидіти в студії, а за межами студії був великий басейн, а потім було велике море».
Можливо, як доказ його дискомфорту, великий обсяг для одного із визначальних треків Воєначальника, «Miami Ultras», був складений не в студії, а на пірсі поза ним. Шерман каже, що в ніч, коли він записав його, був повний місяць, працюючи на ноутбуці та навушниках, поки ноги звисали над водою. «Вночі було дуже страшно», — каже він. На нього та Лін впливали як їхнє розташування, так і звуки від дому, зокрема моторошний трек під назвою «The World Fell» датського синтпанк-гурту на ім'я Vår. «У нього дійсно грубий, та красивий тембр», — говорить Шерман. «Трохи писклявий».
Відео для «Miami Ultras» було знято у сільській місцевості Швеції після одужання Ліна. Він з'являється один у лікарняному одязі, скривавлений, з І. В. в його руку, копаючи могилу. Існує також окремий тизер для треку, розміщений на його Instagram, який містить знайдені кадри Маямі: дощі, що хитаються пальмами, і на швидкоплинну секунду перекинувся згорілий автомобіль.
«Якби все, що сталося, не сталося, я думаю, ми могли б згадувати про Маямі як на веселі часи», — говорить Шерман. «Але це пройшло просто жахливо».
Lean: «Я вдячний, що ще живий. Я міг би померти, точно.»
Він любив Баррона, якого він називає «одним із найблагословенніших хлопців, яких я коли-небудь зустрічав». Але він каже, що в його пам'яті є обмеження щодо того, що сталося після того, як він затьмарився, і я вважаю, що також є обмеження для його комфорту, якщо говорити про це. "Я був у психіатричній лікарні. Це все, що я хочу сказати. Я не хочу більше нічого говорити ", — говорить він.

## Текст
[Приспів]

I'm not for you

I'm not, looking for

I'm not for you

I don't want to

I'm not for you

I'm not looking for

I'm not for you

I don't want to

[Hook]

Pop, pop, pop, drop this top, top, top

I roll like a rock, rock 'n' roll to the top

I dont give a motherfuck, watchin' Star Wars, smokin' pot

I take what I got, I live 'til it stops

Chop, chop, chop up my lungs, stay rot

I take what I got, you hate that you not

Like me, hate me, I don't give a motherfuck

What I am, what I'm not, polo down to my socks

[Verse]

What person, they can't stop, I fly to the top

F-f-fuck what you got, I'm off a pill, rollin' like a rock

White diamonds countin' guap, I got marble on my watch

I got slanders out the front, I'll keep goin' 'til I'm numb

I got pockets like the plug, I'm movin' 'round all day

Fade to grey, everythin' can't stay

I smoke so much, went away

I'm in leanworld, l-l-let my mind stay

Whichever today, I love my brothers, we gon' slay

[Приспів]

I'm not looking for you

I'm not looking for you

[Bridge]

I miss some places, I wish we lived on another earth

You think you hate me, I know that it hurts

Burn, burn, burn, my turn, turn, turn

Burn, burn, burn, my turn, turn, turn

I miss some places, I wish we lived on another earth

You think I hate you, I know that it hurts

I burned, burned, burned, my turn, turn, turns

Take a way and yearn, yearn, yearn

[Приспів]

I'm not looking for you

I'm not for you

I'm not for you

I'm not looking for you

I'm not for you

I'm not for you

[Hook]

Pop, pop, pop, drop this top, top, top

I roll like a rock, rock 'n' roll to the top

I dont give a motherfuck, watchin' Star Wars, smokin' pot

I take what I got, I live 'til it stops

Chop, chop, chop up my lungs, stay rot

I take what I got, you hate that you not

Like me, hate me, I don't give a motherfuck

What I am, what I'm not, polo down to my socks

[Приспів]

I'm not looking for you

I'm not for you

I'm not for you

I'm not looking for you

I'm not for you

I'm not for you